# أسماء بنت أبي بكر
أسماء بنت أبي بكر التيمية القرشية (27 ق.هـ - 73 هـ / 595 - 692 م)، هي صحابية من السابقين الأولين في الإسلام، وهي ابنة أبي بكر الصديق، وزوجة الزبير بن العوام، وأخت عائشة بنت أبي بكر زوجة النبي محمد، وكانت أسنَّ من عائشة ببضع عشرة سنة، وهي أم عبد الله بن الزبير الذي بويع له بالخلافة، وأول مولود للمهاجرين بالمدينة. لُقبت بذات النطاقين؛ لأنها شقَّت نطاقها وربطت به سفرة النبي محمد وأبي بكر حين خرجا مهاجرين إلى يثرب التي سُميت فيما بعد بالمدينة المنورة.
تزوجت الزبير بن العوام، وهاجرت معه وهي حامل بعبد الله إلى المدينة المنورة، ولدت أسماء خمسة أولاد هم: عبد الله، وعروة، والمنذر، وعاصم، والمهاجر، وثلاث بنات هن: خديجة الكبرى، أم الحسن، عائشة. شهدت معركة اليرموك مع ابنها وزوجها، ثم طلقها الزبير. عاشت أسماء إلى أن وَلي ابنها الخلافة ثم إلى أن قتل، وصارت كفيفة، وماتت وقد بلغت مائة سنة، وهي أخر المهاجرات وفاةً. روت عدة أحاديث، ومسندها ثمانية وخمسون حديثًا، واتفق لها البخاري ومسلم على ثلاثة عشر حديثًا، وانفرد البخاري بخمسة أحاديث، ومسلم بأربعة.

## نسبها
- هي: أَسْمَاءُ بِنْتُ أبي بَكْرٍ الصِّدِّيقِ بن أبي قحافة عُثْمَان بْن عَامِرِ بْن عَمْرِو بْنِ كَعْبِ بْنِ سَعْدِ بْنِ تَيْمِ بن مرة بن كعب بن لؤي بن غالب بن فهر بن مالك القرشيّة التيميّة،[6][7] أبوها أبو بكر الصديق الخليفة الراشد الأول.
- أمها: قتيلة بنت عبد العزى بن أسعد بن جابر بْنِ مَالِكِ بْنِ حِسْلِ بْنِ عَامِرِ بْنِ لؤي.[6]
- لها ثلاثة إخوة وأختان من أبيها منهم أخ واحد شقيق من أبيها وأمها:

1. عبد الله بن أبي بكر، وهو أخوها الشقيق من أبيها وأمها،[6] وهو الذي كان يأتي النبيَّ وأباه أبا بكر بالطعام وبأخبار قريش في غار ثور كل ليلة أثناء الهجرة النبوية، توفي أول خلافة أبي بكر في شوال سنة 11 هـ.[8]
2. عبد الرحمن بن أبي بكر، هو أكبر ولد أبي بكر الصديق، وأمه أم رومان، تأخر إسلامه حتى صلح الحديبية، وهاجر قبل الفتح، وشهد اليمامة واليرموك، وتوفي سنة 58 هـ.[9]
3. محمد بن أبي بكر، أمه أسماء بنت عميس، من أصحاب علي بن أبي طالب، شهد الجمل وصفين، وولاه علي على مصر، وقُتِل سنة 38 هـ.[10]
4. عائشة بنت أبي بكر، أمها أم رومان، من أمهات المؤمنين وزوجة النبي محمد، ومن أكثر رواة الحديث النبوي.[11]
5. أم كلثوم بنت أبي بكر، أمها حبيبة بنت خارجة، آخر أبناء أبي بكر الصديق، وُلدت بعد موت النبي.[12]

## سيرتها
وُلدت قبل الهجرة بسبع وعشرين سنة، وكان عمر أبيها لما وُلِدت نيفًا وعشرين سنة، وكانت أسنَّ من عائشة ببضع عشرة سنة وهي أختها من أبيها. وأسلمت قديمُا بمكة. قال ابن إسحاق أنها أسلمت بعد سبعة عشر نفسًا. فكانت من السابقين الأولين.

### دورها في الهجرة النبوية

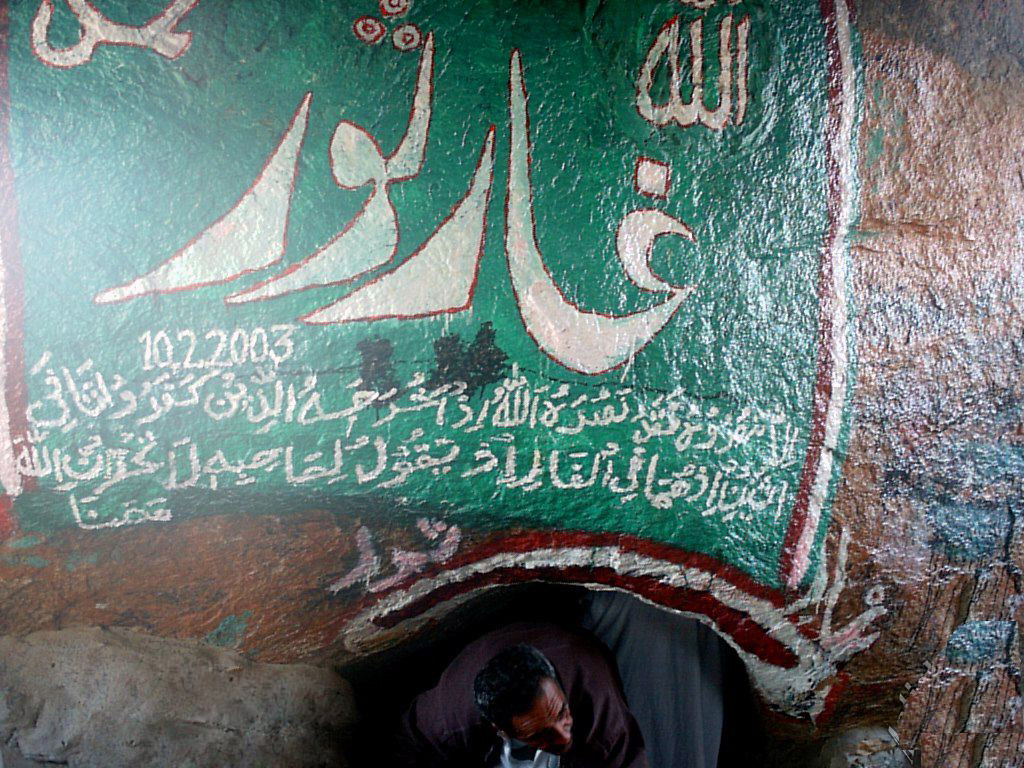
غار ثور الذي اختبأ به النبي محمد وأبو بكر الصديق في رحلة الهجرة، ماكثين فيه ثلاث ليالٍ.

خرج أبو بكر مهاجرًا مع النبي محمد ليلة 27 صفر سنة 14 من البعثة النبوية، الموافق 12 سبتمبر سنة 622م، وحمل معه ماله كله في تلك الليلة، ولم يترك في البيت شيئَا، وكان ماله خمسة آلاف أو ستة آلاف، فجاء جد أسماء أبو قحافة إلى البيت ولم يكن قد أسلم بعد، كان قد عُمِى فقال لها: «إن هذا - يقصد أبا بكر - قد فجعكم بماله ونفسه»، فقالت: «كلا يا أبت، إنه قد ترك لنا خيرًا كثيرًا»، فعمدت إلى أحجار، فجعلتهن في كوة البيت، وغطيت عليها بثوب، ثم أخذت بيده، ووضعتها على الثوب، وقالت: «يا أبت ضع يدك على هذا المال»، فوضع يده عليه فقال: «لا بأس، إذا كان قد ترك لكم هذا فقد أحسن، وفي هذا بلاغ لكم».
ولما هاجر أبوها أتاها أبو جهل في نفر من قريش يسألونها عن أبيها، وضربها أبو جهل حين لم تجبه، تقول أسماء: «ولما خرج رسول الله ﷺ وأبو بكر أتانا نفر من قريش فيهم أبو جهل بن هشام، فوقفوا على باب أبي بكر، فخرجتُ إليهم فقالوا: «أين أبوك يا ابنة أبي بكر؟»، قلت: «لا أدري والله أين أبي»، فرفع أبو جهل يده وكان فاحشًا خبيثًا، فلطم خدي لطمة طرح منها قرطي ثم انصرفوا». وكانت أسماء تأتيهما من الطعام إذا أمست بما يصلحهما، فصنعت لهما سفرة، فاحتاجت إلى ما تشدّها به، فشقّت خمارها نصفين فشدّت بنصفه السّفرة، واتخذت النصف الآخر منطقًا، فلما جاءت للنبي قال لها: «أَبَدَلَكِ اللَّهُ بِنِطَاقِكِ هَذَا نِطَاقَيْنِ فِي الْجَنَّةِ»، فسُميت بذات النطاقين.

### زواجها من الزبير

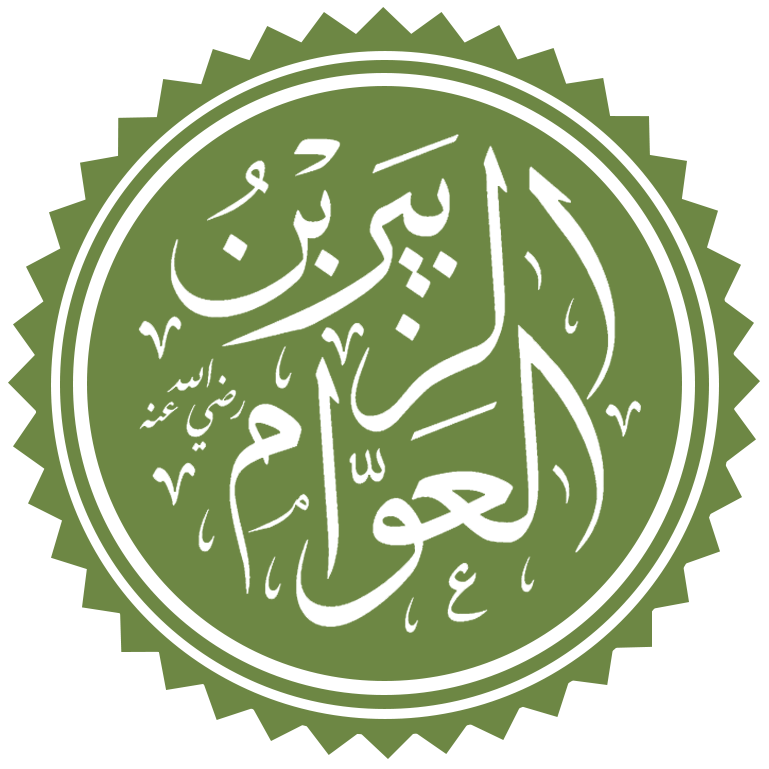
الزبير بن العوام زوج أسماء وأحد العشرة المبشرين بالجنة

زوجَّها أبوها من الصحابي الزبير بن العوام قبل أن يخرج مهاجرًا مع النبي محمد، فتزوجها قبل الهجرة إلى المدينة، وكان الزبير غيورًا، وكانت أسماء تخشى غيرته، فتحكي أسماء فتقول: «تزوجني الزبير، وما له في الأرض من مال ولا مملوك، ولا شي غير ناضح وغير فرسه، فكنت أعلف فرسه وأستقي الماء، وأخرز غربه وأعجن، ولم أكن أحسن أخبز، وكان يخبز جارات لي من الأنصار، وكن نسوة صدق، وكنت أنقل النوى من أرض الزبير التي أقطعه رسول الله ﷺ على رأسي، وهي مني على ثلثي فرسخ، فجئت يومًا والنوى على رأسي، فلقيت رسول الله ﷺ ومعه نفر من الأنصار، فدعاني ثم قال: (إخ إخ). ليحملني خلفه، قاستحييت أن أسير مع الرجال، وذكرت الزبير وغيرته وكان أغير الناس، فعرف رسول الله ﷺ أني قد استحييت فمضى، فجئت الزبير فقلت: لقيني رسول الله ﷺ وعلى رأسي النوى، ومعه نفر من أصحابه، فأناخ لأركب، فاستحييت منه وعرفت غيرتك، فقال: والله لحملك النوى كان أشد علي من ركوبك معه، قالت: حتى أرسل إلي أبو بكر بعد ذلك خادم يكفيني سياسة الفرس، فكأنما أعتقني»

### هجرتها
خرجت أسماء من مكة إلى يثرب التي سٌميت فيما بعد بالمدينة المنورة مهاجرةً وهي مُتمّة حملها بعبد الله بن الزبير، فولدته بقباء في شوال سنة 1 هـ وقيل في سنة 2 هـ، فكان عبد الله أول مولود للمهاجرين في المدينة، وقد استبشر المسلمون بمولده، حيث كانوا قد بقوا لفترة لا يولد لهم مولود حتى قيل إن يهود المدينة سحرتهم. ثم حملته أمه في خرقة إلى النبي محمد، فحنّكه بتمرة وبارك عليه وسماه عبد الله باسم جده أبي بكر، وأمر أبا بكر أن يؤذن في أذنيه.

### طلاقها

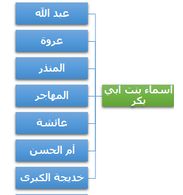
أبناء أسماء بنت أبي بكر

كان الزبير غيورًا كما كان شديدًا على أسماء، فذهبت إلى أبيها تشكوه فقال لها: «يَا بُنَيَّةُ اصْبِرِي فَإِنَّ الْمَرْأَةَ إِذَا كَانَ لَهَا زَوْجٌ صَالِحٌ ثُمَّ مَاتَ عَنْهَا فَلَمْ تَزَوَّجْ بَعْدَهُ جُمِعَ بَيْنَهُمَا فِي الْجَنَّةِ.»
شهدت أسماء معركة اليرموك مع زوجها الزبير، قال أبو واقد الليثي: «وَكَانَتْ أَسْمَاءُ بِنْتُ أَبِي بَكْرٍ مَعَ الزُّبَيْرِ. قَالَ: فَسَمِعْتُهَا وَهِيَ تَقُولُ لِلزُّبَيْرِ: يَا أَبَا عَبْدِ اللَّهِ وَاللَّهِ إِنْ كَانَ الرَّجُلُ مِنَ الْعَدُوِّ لَيَمُرُّ يَسْعَى فَتُصِيبُ قَدَمَهُ عُرْوَةُ أَطْنَابِ خِبَائِي فَيَسْقُطُ عَلَى وَجْهِهِ مَيِّتًا مَا أَصَابَهُ السِّلاحُ.»، وأنجبت أسماء من الزبير بعد مولد عبد الله أربعة أبناء وثلاثة بنات: عاصم، والمهاجر، وعروة، والمنذر، وخديجة الكبرى، وأم الحسن، وعائشة، وكان آخر أبنائها عروة؛ حيث وُلد في خلافة عمر بن الخطاب سنة 23 هـ.
ثم طلقها الزبير وأخذ عروة وهو يومئذ صغير، واختلفوا في سبب طلاقها، فقيل: إن عبد الله قال لأبيه: «مثلي لا توطأ أمه! فطلقها.» وقيل: «إن الزبير ضربها فصاحت بابنها عبد الله، فأقبل إليها، فلما رآه أبوه قال: أمك طالق إن دخلتَ. فقال عبد الله: أتجعل أمي عرضة ليمينك؟! فدخل فخلصها منه» وظلت من بعد ذلك عند ابنها عبد الله بن الزبير. وقيل: «بل اختصمت هي والزبير، فجاء عبد الله ليصلح بينهما، فقال الزبير: إن دخلت فهي طالق، فدخلت فبانت.»

### موقفها من خلافة ابنها ومقتله

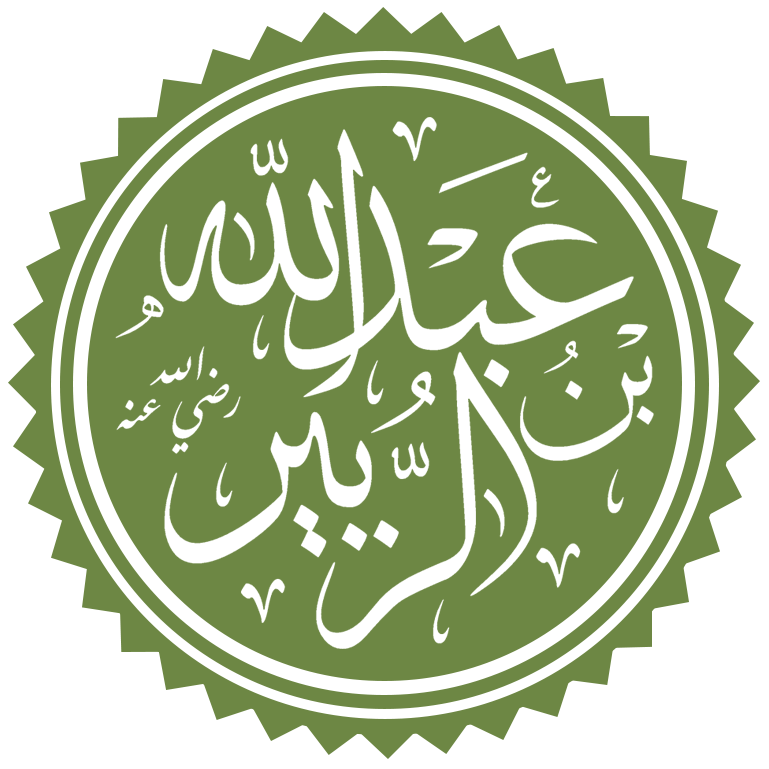
عبد الله بن الزبير أكبر أبناء أسماء بنت أبي بكر.

بُويع عبد الله بن الزبير بالخلافة سنة 64 هـ بعد وفاة يزيد بن معاوية، واتخذ من مكة عاصمة لحكمه، وبايعته الولايات كلها إلا بعض مناطق في الشام، ولكن خلافته لم تمكث طويلًا، حيث استولى الأمويون على المدينة المنورة، وحاصره الحجاج بن يوسف الثقفي بأمر من عبد الملك بن مروان في مكة، ونصب الحجاج المنجنيق على جبل أبي قبيس، فتخاذل عنه معظم أصحابه.
| «يا بني، إن الشاةَ لا تتألم بالسلخِ إذا ذُبِحَت.» |
| —أسماء بنت أبي بكر                           |

ولما تفرق أصحابه عنه دخل عبد الله على أمه أسماء وقال لها: «يا أماه قد خذلني الناس حتى ولدي وأهلي ولم يبق معي إلا اليسير ومن ليس عنده أكثر من صبر ساعة، والقوم يعطونني ما أردت من الدنيا، فما رأيك؟»، فقالت: «أنت أعلم بنفسك، إن كنت تعلم أنك على حق وإليه تدعو فامض له فقد قتل عليه أصحابك ولا تمكن من رقبتك يتلعب بها غلمان بني أمية، وإن كنت إنما أردت الدنيا فبئس العبد أنت أهلكت نفسك ومن قتل معك، وإن قلت كنت على حق فلما وهن أصحابي ضعفت فهذا ليس فعل الأحرار ولا أهل الدين، كم خلودك في الدنيا! القتل أحسن!»، فقال: «يا أماه أخاف إن قتلني أهل الشام أن يمثلوا بي ويصلبوني.»، قالت: «يا بني إن الشاة لا تتألم بالسلخ إذا ذبحت، فامض على بصيرتك واستعن بالله.» فقبّل رأسها، وسألها الدعاء له، وانصرف عازمًا على مواصلة القتال. ولم تمض أيام حتى هجم الجيش على مكة، فقاتل قتالاً شديدًا حتى قتل يوم الثلاثاء لسبع عشرة ليلة خلت من جمادى الأولى سنة ثلاث وسبعين للهجرة.

فدخلت أسماء مكة بعدما قتل ولدها، وكانت قد ذهب بصرها، فأرسل الحجاج إليها، فأبت أن تأتيه، فأرسل إليها رسولًا يقول لها: «لتأتيني أو لأبعثن إليك من يسحبك بقرونك»، فأبت وقالت: «والله لا آتيك حتى تبعث إلي من يسحبني بقروني»، فانطلق الحجاج إليها حتى دخل عليها، فقال: «كيف رأيتني صنعت بعدو الله!»، فقالت:
| أسماء بنت أبي بكر | رأيتك أفسدت عليه دنياه وأفسد عليك آخرتك، بلغني أنك تقول له يا ابن ذات النطاقين أنا والله ذات النطاقين؛ أما أحدهما فكنت أرفع به طعام رسول الله ﷺ وطعام أبي بكر من الدواب، وأما الآخر فنطاق المرأة التي لا تستغني عنه، أما إن رسول الله ﷺ حدثنا أن في ثقيف كذابًا ومبيرًا، فأما الكذاب فرأيناه - تقصد المختار الثقفي -، وأما المبير فلا إخالك إلا إياه، فقام الحجاج عنها ولم يراجعها. | أسماء بنت أبي بكر |

فبلغ ذلك عبد الملك بن مروان فكتب إلي الحجاج يلومه في مخاطبته أسماء، وقال:«مالك ولابنة الرجل الصالح؟»، وأمره بإنزال عبد الله بن الزبير من الخشبة. فأخذت جثمانه وغسلته وحنطته وكفنته وطيبته وصلت عليه، ثم دفنته، ثم ماتت بعده بأيام.

### وفاتها
عمرت أسماء دهرًا طويلًا، وأضرت في آخر عمرها، وقيل: «بل كانت صحيحة البصر لم يسقط لها سن.»، وبلغت من العمر مائة سنة. وماتت أسماء بعد قتل ابنها عبد الله بن الزبير بليالٍ، وكان قتله يوم الثلاثاء لسبع عشرة ليلة خلت من جمادى الأولى سنة ثلاث وسبعين للهجرة، واختُلِفَ في مكثِ أسماء بعد ابنها عبد الله، فقيل: عاشت بعده عشر ليالٍ. وقيل عشرين يومًا، وقيل بضعًا وعشرين يومًا، حتى أتى جوابُ عبد الملك بن مروان بإنزال ابنها من الخشبة. وكانت قد أوصت أهلها فقالت: «إِذَا أَنَا مِتُّ فَأَجْمِرُوا ثِيَابِي وَحَنِّطُونِي وَلا تَجْعَلُوا عَلَى كَفَنِي حَنُوطًا وَلا تَتَّبِعُونِي بِنَارٍ.»، وكانت آخر المهاجرين والمهاجرات وفاةً.

## صفاتها
كانت أسماء بنت أبي بكر سخية النفس، فيقول ابن الزبير: «ما رأيت امرأة قط أجود من عائشة وأسماء، وجودهما مختلف: أما عائشة فكانت تجمع الشيء إلى الشيء، حتى إذا اجتمع عندها وضعته مواضعه، وأما أسماء فكانت لا تدخر شيئا لغدٍ.» وتقول فاطمة بنت المنذر: «إن أسماء كانت تمرض المرضة، فتعتق كل مملوك لها.» وكانت تقول لبناتها ولأهلها: «أنفقن وتصدّقن ولا تنتظرن الفضل، فإنّكنّ إن انتظرتنّ الفضل لم تُفضلن شيئًا، وإن تصدّقتنّ لم تجدن فقده.»، فرض عمر بن الخطاب الأعطية ففرض لأسماء ألف درهم.
كما يُروى في تقواها أنها كانت إذا أصابها الصداع وضعت يدها على رأسها وتقول: «بَذَنبي وَمَا يَغْفِرُ اللَّهُ أَكْثَرَ.»، وأنها لمَّا أصبحت عجوز عمياء كانت تحرص على الصلاة، فيقول الركين بن الربيع: «دَخَلْتُ عَلَى أَسْمَاءَ بِنْتِ أَبِي بَكْرٍ وَهِيَ عَجُوزٌ كَبِيرَةٌ عَمْيَاءُ فَوَجَدْتُهَا تُصَلِّي وَعِنْدَهَا إِنْسَانٌ يُلَقِّنُهَا: قُومِي. اقْعُدِي. افْعَلِي.» كما كانت تحرص على لبس اللباس الشرعي، فعن هشام بن عروة: «أَنَّ الْمُنْذِرَ بْنَ الزُّبَيْرِ قَدِمَ مِنَ الْعِرَاقِ فَأَرْسَلَ إِلَى أَسْمَاءَ بِنْتِ أَبِي بَكْرٍ بِكِسْوَةٍ من ثياب مروية وقوهية رقاق عتاق بعد ما كُفَّ بَصَرُهَا. قَالَ: فَلَمَسَتْهَا بِيَدِهَا ثُمَّ قَالَتْ: أُفٍّ! رُدُّوا عَلَيْهِ كِسْوَتَهُ. قَالَ: فَشَقَّ ذَلِكَ عَلَيْهِ وَقَالَ: يَا أُمَّهْ إِنَّهُ لا يَشِفُّ. قَالَتْ: إِنَّهَا إِنْ لَمْ تَشِفَّ فَإِنَّهَا تَصِفُ. قال: فَاشْتَرَى لَهَا ثِيَابًا مَرْوِيَّةً وَقَوْهِيَّةً فَقَبِلَتْهَا وَقَالَتْ: مِثْلَ هَذَا فَاكْسُنِي.»
كما يُروى في شجاعتها أن لمَّا كثر اللصوص بالمدينة المنورة في زمن والي المدينة سعيد بن العاص، اتخذت أسماء خنجرًا، كانت تجعله تحت رأسها، فقيل لها: «ما تَصْنَعين بِهَذا؟» فقالت: «إِذا دَخَلَ عَلَيَّ لِصٌّ بَعَجْتُ بَطْنَه». كما كانت من معبَّري الرؤى، وأنها أخذت ذلك عن أبيها، وأخذ سعيد بن المسيب تعبير الرؤى عنها.

## روايتها للحديث النبوي
روت أسماء بنت أبي بكر عدة أحاديث عن النبي محمد، وحدث عنها ابناها: عبد الله بن الزبير، وعروة بن الزبير، وحفيدها عبد الله بن عروة، وحفيده عباد بن عبد الله، وعبد الله بن عباس، وأبو واقد الليثي، وصفية بنت شيبة، ومحمد بن المنكدر، ووهب بن كيسان، وأبو نوفل معاوية بن أبي عقرب، والمطلب بن عبد الله بن حنطب المخزومي، وفاطمة بنت المنذر بن الزبير، ومولاها عبد الله بن كيسان، وابن أبي مليكة، وعباد بن حمزة بن عبد الله بن الزبير، وأخرون.
اتفق لها البخاري ومسلم على ثلاثة عشر حديثًا، وانفرد البخاري بخمسة أحاديث، ومسلم بأربعة، وروى لها أحمد بن حنبل ثمانين حديثًا في مسنده، وروى لها بقي بن مخلد ثمانية وخمسين حديثًا.

## في السينما والتلفزيون
- 2003: مسلسل الحجاج، وقام بتجسيد دور أسماء بنت أبي بكر الممثلة نادرة عمران.[34]
- 2008: مسلسل قمر بني هاشم، وقام بتجسيد دور أسماء بنت أبي بكر الممثلة جيني أسبر.[35]
- 2012: مسلسل عمر عن قصة حياة عمر بن الخطاب بطولة سامر إسماعيل. وقام بدور أسماء بنت أبي بكر الممثلة ركين سعد.[36]

## كتب ومصادر
- «أسماء بنت أبي بكر ذات النطاقين» للكاتب: ابراهيم محمد الجمل نشر 1992

## وصلات خارجية
- ترجمة أسماء بنت أبي بكر على موقع قصة الإسلام.
- رجال حول الرسول: أسماء بنت أبي بكر، لمحمد راتب النابلسي.